# Bobbington
Bobbington es una parroquia civil y un pueblo del distrito de South Staffordshire, en el condado de Staffordshire (Inglaterra).

## Geografía
La parroquia de Bobbington está ubicada en el sur del distrito de South Staffordshire. Linda con el condado ceremonial de Shropshire y con otras tres parroquias de South Staffordshire: Trysull and Seisdon, Swindon y Enville. Según la Oficina Nacional de Estadística británica, Bobbington tiene una superficie de 10,84 km².

## Demografía
Según el censo de 2001, Bobbington tenía 506 habitantes (49,6% varones, 50,4% mujeres) y una densidad de población de 46,68 hab/km². El 17,39% eran menores de 16 años, el 76,68% tenían entre 16 y 74, y el 5,93% eran mayores de 74. La media de edad era de 42,59 años. Del total de habitantes con 16 o más años, el 22,25% estaban solteros, el 62,92% casados, y el 14,83% divorciados o viudos.
Según su grupo étnico, el 99,41% de los habitantes eran blancos y el 0,59% negros. La mayor parte (98,62%) eran originarios del Reino Unido. El resto de países europeos englobaban al 0,59% de la población, mientras que el 0,79% había nacido en cualquier otro lugar. El cristianismo era profesado por el 87,82%, el hinduismo por el 0,59%, y cualquier otra religión, salvo el budismo, el judaísmo, el islam y el sijismo, por el 0,59%. El 4,91% no eran religiosos y el 6,09% no marcaron ninguna opción en el censo.
Había 193 hogares con residentes y 7 vacíos.